# Malovše
Malovše este o localitate din comuna Ajdovščina, Slovenia, cu o populație de 113 locuitori.